# Hersheypark
Hersheypark är en nöjespark i Hershey, Pennsylvania, USA. Parken öppnade för första gången 1907, då som en nöjesplats för de anställda vid den närliggande chokladfabriken. Man bestämde sig senare för att öppna parken för allmänheten. Idag är parken 490 000 m² stor och innehåller över 60 åkattraktioner.

## Åkattraktioner

### Berg- och dalbanor
- Comet - 1946
- Trailblazer - 1974
- Sooperdooperlooper - 1977
- Sidewinder - 1991
- Wildcat - 1996
- Great Bear - 1998
- Wild Mouse - 1999
- Lightning Racer - 2000
- Storm Runner - 2004
- Fahrenheit - 2008
- Skyrush - 2012
- Cocoa Cruiser - 2014

#### Tidigare berg- och dalbanor
- The Wild Cat - 1923-1945
- Twin Towers Toboggans (#1) - 1972-1977
- Twin Towers Toboggans (#2) - 1972-1977
- Roller Soaker - 2002-2012